# 博白县王力中学
22°16′27″N 109°59′14″E / 22.274275°N 109.987113°E
博白县王力中学，是中华人民共和国广西自治区博白县的一所中学。前身为在1960年2月创建的“博白县第二初级中学”，1970年秋改为“博白县城厢高级中学”。1993年10月，更名为“博白县王力中学”，以紀念出生于博白县的語言學家王力。